# Mittlerer Grumbacher Teich

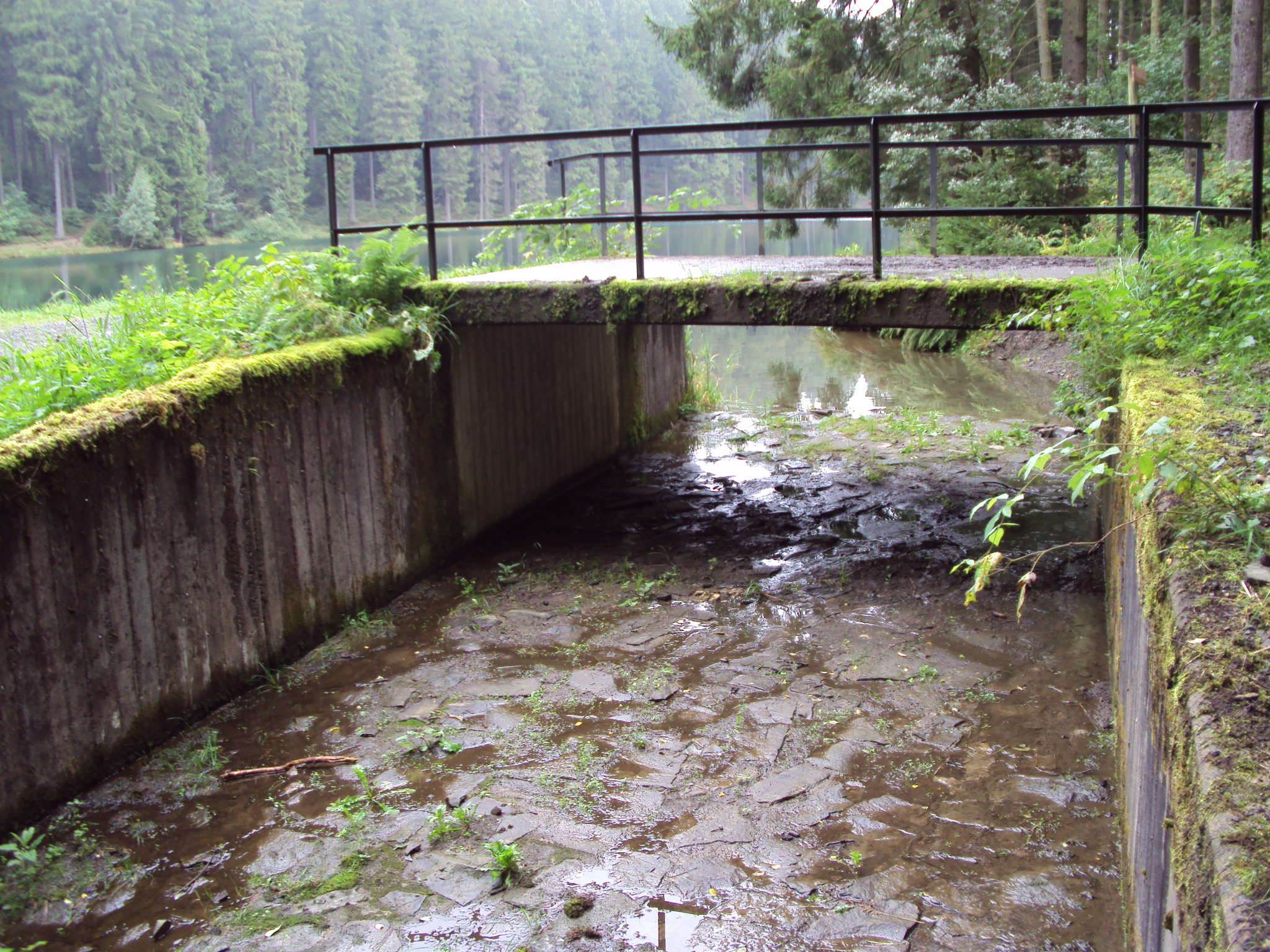
Linke (südliche) Hochwasserentlastung

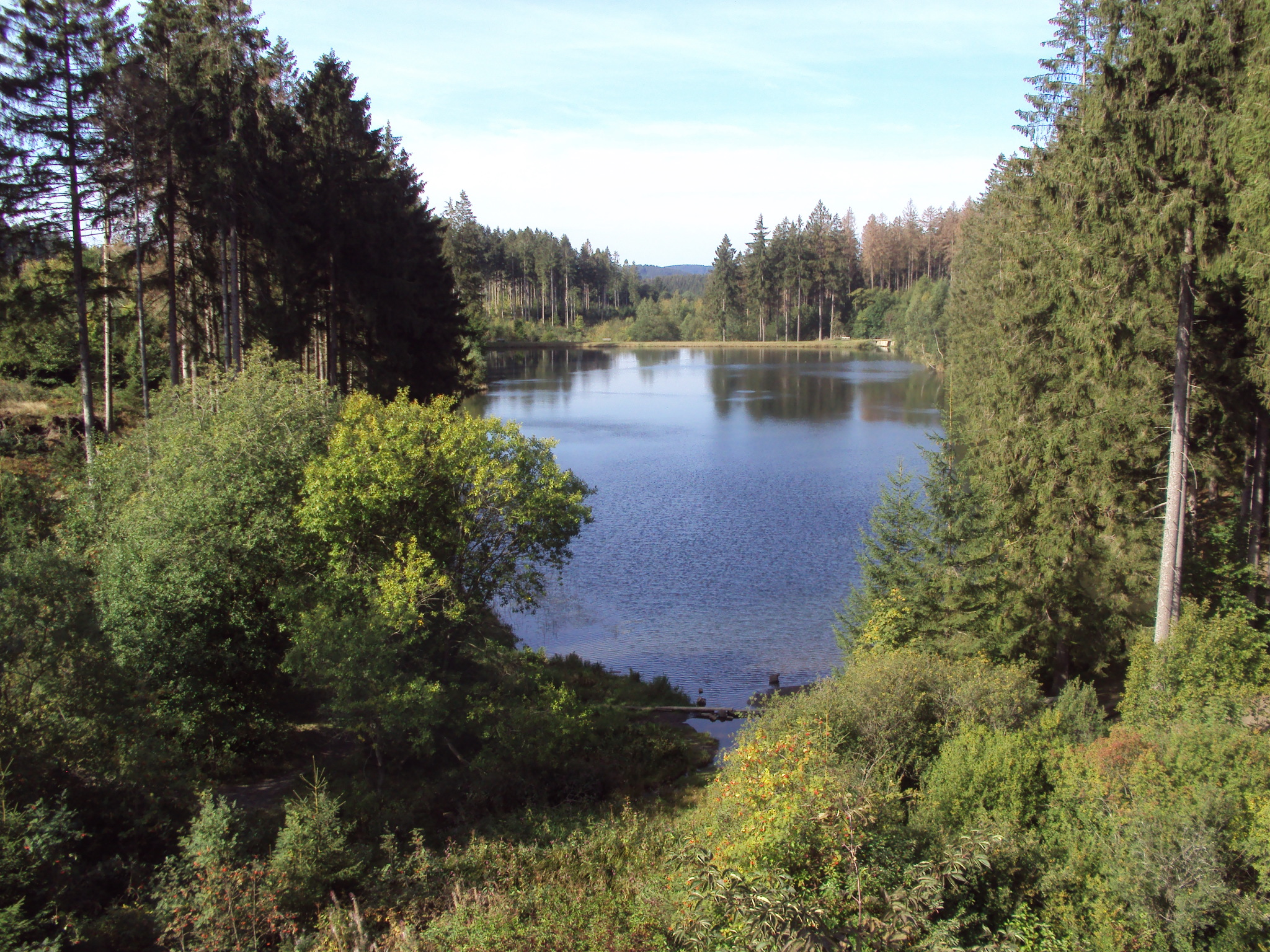
Blick auf Wasserfläche und Damm des Mittleren Grumbacher Teiches von Ost

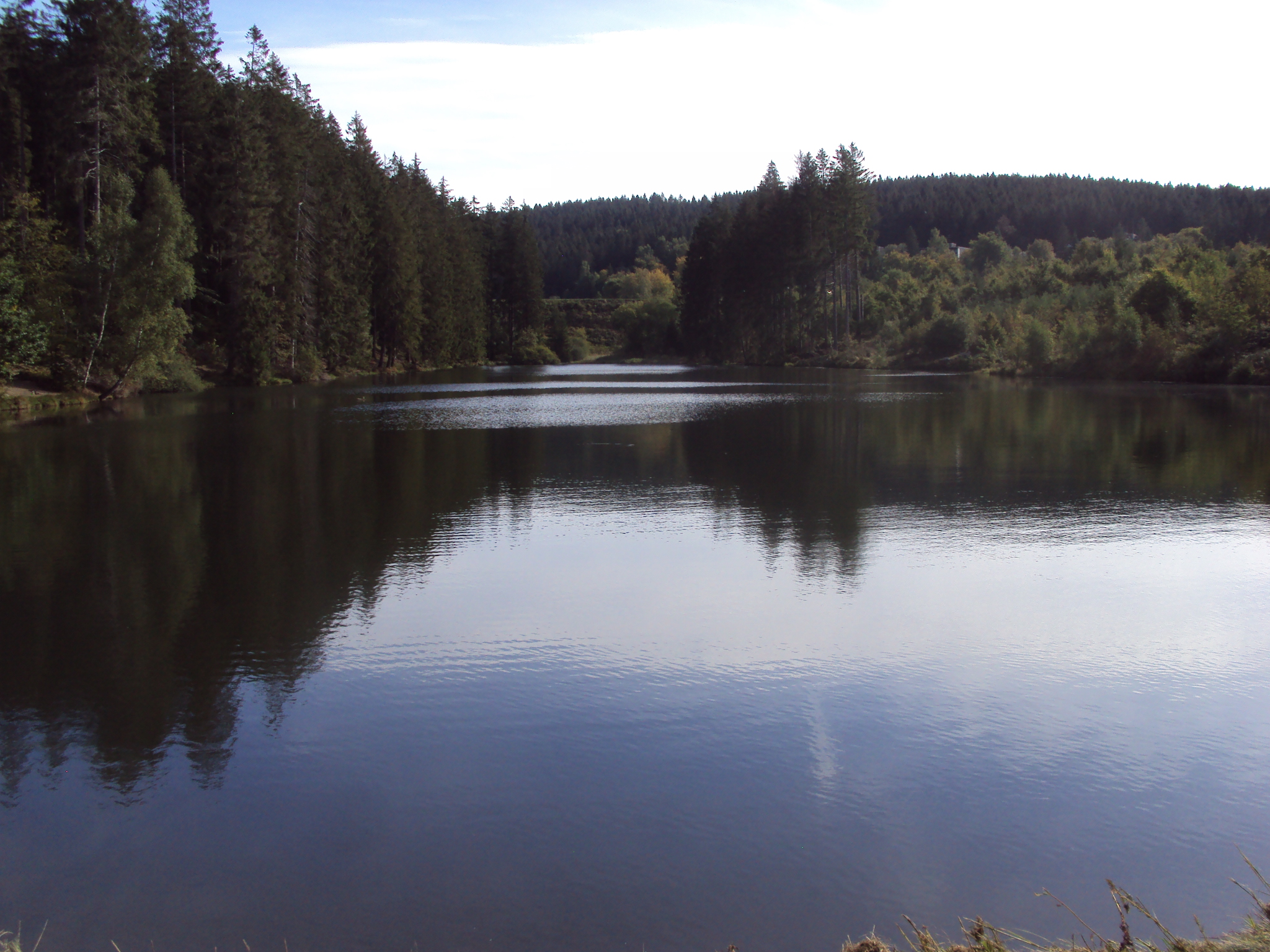
Blick über die Wasserfläche des Mittleren Grumbacher Teiches auf den Damm des oberhalb gelegenen Oberen Grumbacher Teich

Der Mittlere Grumbacher Teich ist eine historische Stauanlage nördlich von Clausthal-Zellerfeld und östlich von Hahnenklee. Er wurde im Zusammenhang mit dem Oberharzer Wasserregal von Oberharzer Bergleuten im 17. Jahrhundert angelegt. Wie alle Bauwerke des Oberharzer Wasserregals ist auch der Mittlere Grumbacher Teich seit dem Jahr 2010 Bestandteil des UNESCO-Weltkulturerbes Bergwerk Rammelsberg, Altstadt von Goslar und Oberharzer Wasserwirtschaft.
Unter Einheimischen wird der Teich auch „Dritter Teich“ genannt, da er von Bockswiese aus aufwärts gezählt die dritte Stauanlage darstellt. 

## Lage
Der Teich liegt etwa 3,5 Kilometer nordöstlich vom Zentrum des Clausthal-Zellerfelder Stadtteils Zellerfeld und 1,0 Kilometer östlich des Goslarer Stadtteils Bockswiese. Die Stauanlage stellt von oben gezählt den vierten von insgesamt sieben Teichen im Grumbachtal dar. Oberhalb liegt der Auerhahnteich, der Neue Grumbacher Teich und der Obere Grumbacher Teich. Unterhalb befinden sich der Obere Flößteich, der Untere Flößteich und schließlich nach einigen weiteren Kilometern der (Untere) Grumbacher Teich. Nach etwa weiteren 10 Flusskilometern folgt unterhalb die 1966 fertiggestellte Innerstetalsperre.
Der Mittlere Grumbacher Teich liegt mitten im Wald und ist nur zu Fuß über Forststraßen und Wanderwege erreichbar. Der Liebesbankweg führt südlich dicht an der Anlage vorbei.

## Beschreibung
Wie bei allen Oberharzer Teichen im Raum Clausthal-Zellerfeld wurde der Staudamm als Erdbauwerk, das heißt mit einer Erd- und Felsschüttung, erstellt. Dieses Dammschüttmaterial wurde örtlich gewonnen und ist von überwiegend steiniger Substanz. Verdichtungsarbeit wurde nicht durchgeführt, zumindest liegen darüber keine Abrechnungsunterlagen vor. Das erklärt auch, warum sich die Dämme auch heute, nach mehr als 300 Jahren, immer noch um mehrere Millimeter im Jahr setzen. Die Dichtung wurde an der wasserseitigen Böschung vorgesehen und besteht aus Rasensoden. 
Es handelt sich hier um einen Teich der „Alten Bauart“. Demnach befindet sich seine Rasensodendichtung an der wasserseitigen Böschung und der Grundablass wurde bis in die 1970er Jahre hinein von einem im Wasser vor dem Damm stehenden Striegelgerüst aus bedient.
Der Staudamm ist mit zwei Hochwasserentlastungsanlagen jeweils am linken (südlichen) und rechten (nördlichen) Hang ausgestattet. Diese Ausfluten sind Bauwerke der 1970er Jahre.

## Bauwerkshistorie
Der Bau des Mittleren Grumbacher Teiches erfolgte im Sommer 1675 innerhalb von 10 Wochen. Im Durchschnitt wurden für den Bau 70  Bergleute eingesetzt.
Im Jahr 1827 kam es zu einem Beinahe-Dammbruch. Nach sehr ergiebigen Regenfällen lief der Teich am 27. März 1827 hoch über und der Wasserspiegel im Stauraum war sehr stark angestiegen. Der hohe Anstau verursachte eine starke Durchströmung des Dammes. Vermutlich wurde die Dichtung überströmt. Es kam zu einem hydraulischen Grundbruch an der luftseitigen Böschung, bei dem auf etwa 20 m Dammlänge ein großer Teil des Dammes wegrutschte und nur ein schmaler Dammteil noch den Wassermassen standhielt. Über Sturmglocken wurde nachts die Bevölkerung in Zellerfeld, Clausthal und in Hahnenklee-Bockswiese alarmiert und in einem großen Kraftakt mit mehreren Hundert Personen Dammschüttmaterial und Bäume in die Dammbresche hineingebracht. Parallel dazu wurde auf dem gegenüberliegenden östlichen Hang eine zweite Hochwasserentlastungsanlage  (Ausflut) angelegt. Der Dammbruch konnte so abgewehrt werden und seitdem ist die Anlage mit zwei Ausfluten ausgestattet.
1973 wurden beide Hochwasserentlastungsanlagen neu als Stahlbetonbauwerke errichtet. Dabei wurde auch zur Erhöhung der Hochwassersicherheit die Sohle des Überlaufs vertieft und beide Überläufe verbreitert. Der als Holzgerenne ausgeführte Grundablass wurde 1981 saniert, hierzu wurde ein sehr klein dimensioniertes Kunststoff-Druckrohr DN 125 mit luftseitigen Schieber installiert.

## Einzugsgebiet, Wasserwirtschaft
Das Einzugsgebiet besteht fast ausschließlich aus Wald mit einem geringen Wiesenanteil. Wesentliche Eckpunkte des Einzugsgebietes sind die Berggipfel des Bocksberges und der Schalke sowie dem dazwischen, auf einem Sattel liegenden Weghaus Auerhahn. 
Die Anlage wird auch gerne zum Baden und Angeln genutzt. 